# Kranenburg (Bassa Sassonia)
Kranenburg è un comune di 763 abitanti della Bassa Sassonia, in Germania. Appartiene al circondario di Stade ed è parte della Samtgemeinde Oldendorf-Himmelpforten.

## Frazioni
Il comune di Kranenburg è composto da due paesi, Kranenburg e Brobergen.